# Alexandru II Mircea
Alexandru II Mircea (Transilvania, 3 marzo 1529 – Bucarest, 11 settembre 1577), fu voivoda (principe) di Valacchia dal 1568 al 1577; nel 1574 perse brevemente il trono per colpa dell'usurpatore Vintilă di Valacchia.

## Biografia
Alexandru II Mircea era figlio del voivoda Mircea III Dracul, nipote di Vlad l'Impalatore, e Maria Despina. Passò i primi anni della sua vita sotto la tutela dell'Impero ottomano. Il 14 giugno del 1568, grazie all'appoggio del Gran Vizir Mehmed Pascià Sokolovič e di Andronico Cantacuzino, Alexandru II strappò il trono alla principessa Chiajna Musati, madre del voivoda Petru I cel Tânăr. Il nuovo voivoda prese corte a Bucarest con la moglie Caterina Salvarezzo ed aprì il suo regno con un massacro di boiardi ribelli.
Tra il 30 aprile ed il 4 maggio 1574, Alexandru II venne spodestato da Vintilă di Valacchia, appoggiato dal voivoda di Moldavia Giovanni II Voda, ma quando il voivoda moldavo venne eliminato, Alexandru II si riprese il trono valacco e consegnò la Moldavia a suo fratello Petru Șchiopul.
Nel 1573, Alexandru II fece installare in un monastero la prima stamperia di Bucarest e fondò il Monastero di Radu Vodă.
Nel 1576, una delegazione di boiari stanchi dei soprusi di Alexandru II raggiunse Costantinopoli per chiedere al sultano la deposizione del voivoda. I boiari vennero imprigionati per ordine del Gran Vizir e condannati al remo. L'anno successivo, Alexandru II morì, secondo alcuni di malattia e secondo altri avvelenato da un servitore. Il voivoda venne sepolto nel monastero di Radu Vodă.
Alexandru II fu padre del voivoda Mihnea II Turcitul.